# Championnat de Nouvelle-Calédonie de football 2008-2009
Navigation
Édition précédente Édition suivante
La saison 2008-2009 du Championnat de Nouvelle-Calédonie de football est la treizième édition du championnat de première division en Nouvelle-Calédonie. Les trois meilleurs clubs de Grande Terre et le champion des îles Loyauté s’affrontent au sein d’une poule unique pour déterminer le champion national.
C'est l'AS Magenta, tenant du titre, qui remporte à nouveau la compétition cette saison après avoir terminé en tête du classement final, avec deux points d'avance sur l’AS Mont-Dore et trois sur l’AS Lössi. C'est le cinquième titre de champion de Nouvelle-Calédonie de l'histoire du club.

## Compétition
Les classements sont basés sur le barème de points suivant : victoire à 4 points, match nul à 2, défaite à 1.

### Super Liguede Grande Terre
| Rang | Équipe             | Pts | J  | G  | N | P  | Bp | Bc | Diff |
| ---- | ------------------ | --- | -- | -- | - | -- | -- | -- | ---- |
| 1    | AS MagentaT        | 51  | 14 | 12 | 1 | 1  | 73 | 15 | +58  |
| 2    | AS Mont-Dore       | 47  | 14 | 11 | 0 | 3  | 50 | 19 | +31  |
| 3    | AS Lössi           | 42  | 14 | 9  | 1 | 4  | 51 | 24 | +27  |
| 4    | Hienghène SportsP  | 39  | 14 | 8  | 1 | 5  | 42 | 30 | +12  |
| 5    | AS Thio Sport      | 34  | 14 | 6  | 2 | 6  | 33 | 31 | +2   |
| 6    | JS Baco            | 26  | 14 | 4  | 0 | 10 | 27 | 65 | -38  |
| 7    | Mouli SportP       | 24  | 14 | 3  | 1 | 10 | 28 | 47 | -19  |
| 8    | AS Témala Ouélisse | 14  | 14 | 0  | 0 | 14 | 12 | 85 | -73  |

|  | Qualification pour la phase finale                |
|  | Participation à la poule de relégation            |
|  | T : Tenant du titre P : Club promu en Super Ligue |

### Phase finale
Les trois clubs qualifiés retrouvent l’AS Kirikitr, champion des îles Loyauté.
| Rang | Équipe         | Pts | J | G | N | P | Bp | Bc | Diff |  | Résultats (▼ dom., ► ext.) | Mag | M-D | Lös | Kir |
| ---- | -------------- | --- | - | - | - | - | -- | -- | ---- |  | -------------------------- | --- | --- | --- | --- |
| 1    | AS MagentaT    | 19  | 6 | 4 | 1 | 1 | 12 | 5  | +7   |  | AS MagentaT                |     | 2-2 | 1-0 | 3-0 |
| 2    | AS Mont-DoreC  | 17  | 6 | 3 | 2 | 1 | 14 | 6  | +8   |  | AS Mont-DoreC              | 1-2 |     | 2-2 | 3-0 |
| 3    | AS Lössi       | 16  | 6 | 3 | 1 | 2 | 10 | 7  | +3   |  | AS Lössi                   | 2-1 | 0-3 |     | 3-0 |
| 4    | AS Kirikitr -6 | 0   | 6 | 0 | 0 | 6 | 0  | 18 | -18  |  | AS Kirikitr -6             | 0-3 | 0-3 | 0-3 |     |

|  | Qualification pour la Ligue des champions de l'OFC 2009-2010        |
|  | T : Tenant du titre C : Vainqueur de la Coupe de Nouvelle-Calédonie |

- Alors que l’AS Kirikitr termine en tête du classement final, l’AS Magenta porte une réclamation concernant la validité de la licence de l’attaquant de Kirikitr Patrick Wajoka. La décision de la Commission fédérale des statuts et règlements est en faveur de Magenta et l'AS Kirikitr perd ses six rencontres sur tapis vert sur le score de 0-3.

### Poule de relégation
Les cinq équipes de Grande Terre s’affrontent une nouvelle fois pour déterminer les deux clubs relégués. Ils conservent leurs points de la Super Ligue, moins le total du dernier.
| Rang | Équipe             | Pts | J | G | N | P | Bp | Bc | Diff |  | Résultats (▼ dom., ► ext.) | Hie | Thi | Mou | Bac | Tém |
| ---- | ------------------ | --- | - | - | - | - | -- | -- | ---- |  | -------------------------- | --- | --- | --- | --- | --- |
| 1    | Hienghène Sports   | 35  | 4 | 2 | 0 | 2 | 10 | 6  | +4   |  | Hienghène Sports           |     | 5-2 | 1-2 | 1-2 | 3-0 |
| 2    | AS Thio Sport      | 28  | 4 | 1 | 1 | 2 | 9  | 8  | +1   |  | AS Thio Sport              |     |     | 1-2 | 1-1 | 5-0 |
| 3    | Mouli Sport        | 26  | 4 | 4 | 0 | 0 | 11 | 3  | +8   |  | Mouli Sport                |     |     |     | 3-1 | 4-0 |
| 4    | JS Baco            | 23  | 4 | 2 | 1 | 1 | 8  | 7  | +1   |  | JS Baco                    |     |     |     |     | 4-2 |
| 5    | AS Témala Ouélisse | 3   | 4 | 0 | 0 | 4 | 2  | 16 | -14  |  | AS Témala Ouélisse         |     |     |     |     |     |

|  | Relégation en deuxième division |

## Bilan de la saison
| Championnat de Nouvelle-Calédonie de football 2008-2009 |                       |
| Champion                                                | AS Magenta (5e titre) |
| Coupes et trophées                                      |                       |
| Vainqueur de la Coupe de Nouvelle-Calédonie 2008-2009   | AS Mont-Dore          |
| Qualifications continentales                            |                       |
| Ligue des champions de l'OFC 2009-2010                  | AS Magenta            |
| Promotions et relégations                               |                       |
| Promus en Super Ligue                                   | Gaïtcha FCN           |
| Promus en Super Ligue                                   | Racing de Poindimié   |
| Relégués en Promotion d'Honneur                         | JS Baco               |
| Relégués en Promotion d'Honneur                         | AS Témala Ouélisse    |